# Găneasa (gmina w okręgu Ilfov)
Găneasa – gmina we wschodniej części okręgu Ilfov w Rumunii. W skład gminy wchodzą wsie: Cozieni, Găneasa, Moara Domnească, Piteasca i Șindrilița. W 2011 roku liczyła 4963 mieszkańców.